# InuYasha
InuYasha (InuYasha, a Feudal Fairy Tale (戦国御伽草子 犬夜叉 Sengoku Otogizōshi InuYasha?), este o serie manga și anime japoneză, scrisă și ilustrată de Rumiko Takahashi. A avut premiera în Weekly Shōnen Sunday pe 13 noiembrie 1996 și s-a încheiat pe 18 iunie 2008.
Seria manga a fost adaptată în două serii anime televizate, produse de Compania Sunrise. Prima serie, cu o emisie de 167 de episoade pe Yomiuri TV, Japonia, a avut loc din 16 octombrie 2000 până pe 13 septembrie 2004; a fost regizată de Masashi Ikeda pentru primele 40 de episoade, iar restul au fost regizate de Yasunao Aoki. Seria secundă, numită InuYasha: The Final Act, a început să fie difuzată din 3 octombrie 2009, pentru a acoperi restul seriei manga și s-a încheiat pe 29 martie 2010. De asemenea patru filme și o animație video originală au fost de asemenea lansate.
Până în septembrie 2020, au fost în circulație peste 50 de milioane de copii ale manga. În 2002, seria manga a câștigat Premiul Shogakukan Manga pentru cel mai bun titlu shōnen al anului.
În România, serialul a fost difuzat subtitrat în română de canalele de televiziune A+, Animax și AXN Sci-fi.

## Premisă
Acținea prezentată în InuYasha este bazată pe aventurile unui semidemon, o adolescentă din Japonia modernă, un călugăr pervers, un demon-vulpe și un exterminator de demoni din perioada Sengoku, pe măsură ce ei caută toate fragmentele Giuvaerului Sacru și încearcă să-l țină departe de răufăcători, în special Naraku.
De-a lungul seriilor, Inuyasha este în mod constant situat între dorința de a avea Giuvaerul Sacru și sentimentele sale pentru Kagome, considerând că latura sa demonică este cea care îi conferă cea mai multă putere; cu toate acestea, se dezvăluie că latura sa umană este cea mai puternică, latură exploatată atunci când Inuyasha găsește sabia Tessaiga. Aceasta poate fi mânuită doar de către o ființă care are compasiune față de oameni sau încearcă să îi protejeze, abilitate dobândită în momentul în care Inu no Taisho a făurit sabia pentru a o proteja pe mama lui Inuyasha.

## Producție
Comparativ cu alte lucrări ale lui Takahashi, Inuyasha a fost ilustrată de către Sunrise, o casă de producție cunoscută pentru acțiunea și animația sa mecha, precum cea din seriile Mobile Suit Gundam.
Designul personajelor, deși apropiat de stilul manga abordat de Takahashi, este unul distinctiv și interesant, în special cel al demonilor și monștrilor ilustrați. InuYasha prezintă o multitudine de bestii, fantome, căpcăuni, demoni și alte creaturi supranaturale ce sunt inspirate de ființe din folclorul japonez. Demonii reprezintă entități mitologice ciudate, împrăștiate de-a lungul teritoriului Japoniei; sunt cunoscuți sub diverse nume, însă abilitatea lor de a-și altera înfățișarea și să apară din locuri neobișnuite i-au determinat pe oameni să fie înfricoșați de aceștia. Ființe mitologice, demonii pot fi uciși de către cei instruiți, asemeni lui Sango și tribului său de exterminatori de demoni. Chiar și oamenii sau personajele umanoide prezintă companioni supranaturali - o pisică cu coadă dublă, o vacă cu trei ochi sau un raton care se poate metamorfoza.
Decorul creat este unul deosebit de frumos, Japonia Feudală fiind recreată în ilustrările pădurilor de bambus, satelor tradiționale și al castelelor; muzica evocă de asemenea timpul antic. Elementele narative conțin o multitudine de informații culturale privind cultura japoneză, legendele și istoria acesteia; totodată, există și referințe frecvente la folclorul japonez, precum în povestea celui de-al doilea film, privitor la Prințesa lunii, Kaguya și tăietorul de bambus ce o descoperă, și cele cinci comori care joacă un rol major în planul Kaguyei.
Ca și majoritatea lucrărilor lui Takahashi, InuYasha combină elemente din genuri diferite. Începe cu o poveste bazată pe călătoria în timp - Kagome este adusă într-o lume cu un timp alternat unde devine personaj central, asemeni eroinelor anime din Fushigi Yugi, The Vision of Escaflowne. Totuși, Kagome poate călători înainte și înapoi, între prezent și trecut oricând dorește, înlăturând astfel dorința disperată de a ajunge acasă. În afară de momentele când Fântâna este blocată temporar, eliminând astfel accesul dintre cele două lumi, dificultățile lui Kagome de a menține o viață dublă sunt relativ minore. Problemele ei din lumea modernă includ, de regulă, examenele de la școală, impresiile prietenelor sale despre viața ei personală și amploarea minciunilor bunicului ei, privind starea ei de sănătate, menite să îi motiveze absențele îndelungate. Călătoria în timp îi permite, totodată, să își ajute prietenii în misiunea lor, aducând în trecut mâncare, mijloace de transport (bicicleta), precum și medicamente.
Deși InuYasha poate fi considerată o comedie romantică, asemeni lucrărilor Urusei Yatsura, Maison Ikkoku și Ranma 1/2, elementele dramatice și cele de acțiune sunt mult mai importante pentru această lucrare. Fragmentele de Giuvaer generează diverși combatanți pentru Kagome, Inuyasha și companionii acestora, însă în locul unei căutări progresive ale acestora, grupul ajunge să călătorească într-un mod circular, întorcându-se în mod constant în satul lui Kaede, unde Kagome poate reveni în Japonia modernă. Colectarea Fragmentelor pare o sarcină interminabilă, datorită numărului indeterminat de Fragmente răspândite în timp și spațiu.
Punctul forte al acestei serii este distribuția vastă, care permite poveștii să nu degenereze într-o simplă prezentare săptămânală a unor demoni; statutul de semidemon al lui Inuyasha conduce la o dramă privind natura sa umană și impulsurile demonice. Reanimarea supranaturală a iubitei sale Kikyo conduce la un triunghi amoros, complicat de faptul că Kagome este reîncarnarea lui Kikyo; cele două seamănă fizic, cu toate că personalitățile lor diferă - Kagome este o fată modernă, încrezătoare, în timp de Kikyo este mai sobră. Atracția romantică dintre Miroku și Sango o determină pe Sango să iasă din tiparul femeii orientate spre vocația de exterminator de demoni și să aibă diverse accese de gelozie sau furie atunci când călugărul pervers abordează diverse femei pentru a-i naște copii. Pe lângă antagonistul seriei, Naraku, ale cărui origini și motive reprezintă unul din cele mai fascinante aspecte ale lucrării InuYasha, compania care îl înconjoară este constituită din personaje care sunt cu mult mai interesante decât eroii acestei serii. Cu toate acestea, cel mai interesant personaj este fratele lui Inuyasha, Sesshomaru, un demon pur care, în ciuda naturii sale demonice periculoase, începe să arate semne ale umanizării, luând sub tutela sa o copilă.

## Manga
Scrisă și ilustrată de Rumiko Takahashi, InuYasha a avut premiera în Japonia în 13 noiembrie 1996 ca număr al Shōnen Sunday, unde a fost emis până la finalizarea lui în numărul din 18 iunie 2008. Capitolele au fost publicate de Shogakukan în 56 de volume tankōbon, primul volum fiind lansat în mai 1997, iar ultimul în februarie 2009. În 2013, un capitol special intitulat "Epilog" a fost publicat în Shōnen Sunday ca și component al unei antologii numite "Heroes Come Back", compuse din scurte povestiri realizate de artiști manga cu scopul strângerii de fonduri pentru victimele arealelor afectate de cutremurul și tsunamiul din Tōhoku.
Viz Media a lansat o serie tradusă în engleză pentru America de Nord, stabilind inițial seria sub formatul unei benzi desenate lunare, fiecare număr având două sau trei capitole din seria originală manga, însă acest sistem a fost abandonat în favoarea unor volume broșate cu aceleași diviziuni ale capitolelor ca și în volumele japoneze.
Primul volum broșat a fost lansat în martie 1998. La acea vreme, retipăririle manga de origine americană erau "reflectate" pentru a coincide cu convenția americană de citire a cărților de la stânga la dreapta prin oglindirea lucrării originale; printre alte efecte, acest lucru a cauzat ca personajele dreptace să apară ca fiind stângace. Ulterior, Viz va înceta să întoarcă noile lansări manga, cu toate că InuYasha era deja în proces de tipărire la momentul acestor schimbări. Retipărirea volumelor vechi nu au fost "reîntoarse" pentru a se potrivi cu cele noi.
Viz Media de asemenea a lansat o serie separată de volume "ani-manga", care sunt derivate ale unor capturi de ecran color al episoadelor anime. Aceste volume sunt puțin mai mici decât volumele manga obișnuite, sunt orientate în stilul tradițional japonez de la dreapta la stânga, prezintă coperte noi cu o calitate superioară a paginilor și un preț mai mare față de cele obișnuite. Fiecare volum ani-manga este aranjat în capitole care corespund mai degrabă cu episoadele anime decât cu seria manga.
InuYasha este licențiat pentru lansare în limba regională în Argentina de LARP Editores, în Brazilia de Editora JBC, în Italia de Star Comics, în Franța de Kana, în Finlanda, Germania, Norvegia și Polonia de Egmont, în Spania de Glénat, în Indonezia de Elex Media Komputindo, în Mexic de Editorial Vid, în Vietnam de NXB Trẻ și în Coreea de Sud de Haksan Publishing.

## Anime

### InuYasha
Bazată pe primele 36 de volume ale seriilor manga, adaptarea anime InuYasha produsă de către Sunrise a avut premiera în Japonia pe postul Animax la data de 16 octombrie 2000, emițând 167 de episoade până la finalizarea sa în 13 septembrie 2004. De asemenea, a fost emis pe Yomiuri TV și Nippon Television. În Asia de Est și Asia de Sud a fost emisă în rețelele Animax adaptate în engleză.
Dublajul în limba engleză a acestui anime a fost licențiată pentru emisie în America de Nord de către Viz Media. Seriile au fost difuzate pe Adult Swim din 31 august 2002 până în 27 octombrie 2006. Un an mai târziu va fi transmis în Canada pe blocul de programe Bionix, ce aparține YTV-ului, din 5 septembrie 2003 până la 1 decembrie 2006.
În România, serialul a fost doar subtitrat, iar prima difuzare s-a realizat pe postul A+, la fel ca și în Ungaria și Republica Cehă, din 4 decembrie 2004 până în 2 iulie 2007 la închiderea postului. Inițial, doar primele 52 de episoade au fost difuzate, zilnic, dar cu ocazia zilei de Crăciun în 2005 a început și difuzarea episoadelor de la 53 la 104, difuzate doar sâmbăta și duminica, cu reluările episoadelor mai vechi în timpul săptămânii. Odată cu închiderea postului A+ pe 1 iulie 2007, serialul a fost transferat imediat pe Animax, unde și-a continuat difuzarea, fără episoade noi, tot sâmbăta și duminica (ocazional, în timpul săptămânii), până pe 4 septembrie 2011, când s-a difuzat pentru ultima oară în România. De asemenea, serialul s-a difuzat în fiecare dimineață de sâmbătă și duminică și pe AXN Sci-Fi între 5 iunie și până în 27 iunie 2010, dar a fost o transmisiune incompletă, încheindu-se cu episodul 84. Numai că serialul a fost difuzat pe Național TV, Acasă TV și PRO TV International

### The Final Act
În numărul 34 al Shōnen Sunday, a fost anunțat că o adaptare anime de 26 de episoade a volumelor de la 36 la finalul seriilor manga va fi făcută de către personalul original și distribuție și că va fi emisă pe postul japonez YTV. În săptămâna ce a urmat, Viz Media a anunțat că licențiase noua adaptare, intitulată Inuyasha: The Final Act (犬夜叉 完結編 Inuyasha Kanketsu-hen?). Premiera seriilor a avut loc la data de 3 octombrie 2009 în Japonia, episoadele fiind difuzate simultan prin intermediul Hulu și Shōnen Sunday în Statele Unite. În alte părți ale Asiei, episoadele au fost difuzate în aceeași săptămână pe Animax-Asia. Emisia seriei anime a fost încheiată la data de 29 martie 2010, având două serii care au un total al episoadelor de 194. Lansarea unei versiuni dublate în engleză de către Viz Media a fost lansată în 2011.

### Filme
În urma difuzării seriilor InuYasha, au fost lansate patru filme anime, care prezintă șirul original de evenimente, în loc să se bazeze pe manga, episoadele anime fiind scrise de către Katsuyuki Sumisawa. Filmele au fost de asemenea lansate cu subtitrare în engleză, piesele audio dublate către Regiunea 1 de Viz Media, iar regizorul filmelor a fost Toshiyo Shinohara.
Primul film, InuYasha the Movie: Affections Touching Across Time, a fost lansat în Japonia pe 16 decembrie 2001. În acest film, InuYasha, Kagome, Shippo, Sango și Miroku trebuie să îl înfrunte pe Menomaru, un demon readus la viață de către un ciob al Giuvaerului Sacru, pe măsură de aceștia își continuă călătoria de căutare a celorlalte fragmente din Giuvaer. Menomaru este un vechi rival al lui Inu no Taisho, tatăl lui Inuyasha, care are nevoie de puterea sabiei Tessaiga pentru eliberarea energiei strămoșilor săi și pentru a-și intensifica propriile puteri demonice. Copacul Vremurilor, aflat pe proprietatea familiei Higurashi și care l-a menținut pe Inuyasha captiv de către săgeata lui Kikyo, va deveni un rezervor de energie între cele două ere.
În al doilea film, InuYasha the Movie: The Castle Beyond the Looking Glass, lansat pe 21 decembrie 2002, grupul îl înfrânge pe Naraku și se reîntorc la viața lor normală, doar pentru a constata că se confruntă cu un alt inamic, numit Kaguya. Este bazat pe povestirea din folclorul japonez, referitoare la Kaguya, prințesa Lunii.
După ce grupul lui Inuyasha reușește să-l învingă pe Naraku, ierarhia demonică va fi deranjată, iar Kaguya se reîntoarce în lumea celor vii pentru a o cuceri. Pe lângă referințele culturale (unele citate poetice ale Împăratului Mikado), principala caracteristică a acestui film o reprezintă reacțiile personajelor față de îndeplinirea sarcinii lor, aceea de a îl invinge pe Naraku.
Al treilea film, InuYasha the Movie: Swords of an Honorable Ruler, a fost lansat pe 20 decembrie 2003. Acesta începe cu un flashback ce prezintă nașterea lui Inuyasha și ultima luptă a tatălui său. O sabie extrem de puternică și malefică, numită Sounga, deținută de Inu no Taisho, va fi eliberată din teaca fermecată care o controlează și îl va poseda pe Inuyasha. De-a lungul evenimentelor, se prezintă aspecte privind nașterea lui Inuyasha, precum și relația complexă dintre acesta, Sesshomaru și tatăl lor.
Al patrulea film, InuYasha the Movie: Fire on the Mystic Island, a fost lansat pe 23 decembrie 2004. Acțiunea are loc pe un sanctuar insular al unor hibrizi de origine semidemonică, asemeni lui Inuyasha, fermecați pentru a fi ascunși de lumea exterioară și care poate fi accesată doar o dată la 50 de ani. Un grup de demoni cunoscuți ca și Cei Patru Zei ai Războiului preia insula și se folosesc de energia semidemonilor pentru a-și spori propriile puteri; cu toate acestea, legătura specială dintre hibrizii care creaseră insula vor oferi totodată posibilitatea propriei salvări.

### OVA
Un OVA de 30 de minute, intitulat Tessaiga Neagră (犬夜叉 黒い鉄砕牙  Kuroi Tessaiga?) a fost prezentat la expoziția "It's a Rumic World" pe 30 iulie 2008 la departamentul Matsuya Ginza din zona de cumpărare a orașului Tokyo, numită Ginza; "It's a Rumic World" a fost un festival dedicat autoarei Rumiko Takahashi și celei de-a 50-a aniversare a Weekly Shonen Sunday.
Distribuția din acest OVA este constituit din personalul vocal original al seriilor anime; membrii distributiei au fost convocați din nou pentru înregistrări, ultima lor întâlnire fiind în decembrie 2004, când s-a realizat al patrulea film, InuYasha: Fire on the Mystic Island;.
Lucrarea preia o parte din seria manga, care la acel moment nu a fost utilizată în producția anime, fiind anumite întreruperi. DVD-ul a fost lansat în Japonia pe 29 ianuarie 2010, în timpul difuzării televizate a seriei The Final Act, iar Kuroi Tessaiga a fost utilizat ulterior în cadrul episoadelor 14 și 15 din această serie nouă, prezentând unele ajustări și diverse secvențe decupate pentru a se potrivi formatului de 20 de minute.
În OVA, Byakuya al Viselor îi va înmâna un fragment din oglinda Kannei lui Sesshomaru, pentru a o folosi asupra Tenseigăi, în scopul imitării abilităților săbii lui Inuyasha. Cei doi frați vor avea o confruntare, urmărită îndeaproape de către Naraku și Byakuya. Acțiunea sa cuprinde aceeași parte a poveștii care poate fi văzută în episodul 14 și 15 al seriei secunde, The Final Act.

### Yashahime: Princess Half-Demon
Yashahime: Princess Half-Demon este o serie animată produsă de Sunrise, ca și continuare a evenimentelor din seriile InuYasha. Acțiunea este centrată pe Towa Higurashi și Setsuna (fiicele lui Sesshomaru și Rin) și Moroha (fiica lui Inuyasha și Kagome Higurashi). Primul sezon a fost difuzat în perioada octombrie 2020- martie 2021, cu un al doilea sezon fiind difuzat din octombrie 2021.

## Subiectul
Povestea începe cu un flashback către Japonia Feudală, unde semidemonul Inuyasha atacă un sat pentru a fura Giuvaerul Sacru al celor 4 suflete, o bijuterie magică ce amplifică puterile purtătorului și poate îndeplini o singură dorință. Inuyasha vrea să folosească bijuteria pentru a se transforma într-un demon, însă este oprit îndată ce preoteasa satului, Kikyo, îl sigilează de copacul sacru Goshinboku cu o săgeată sacră. Fiind rănită foarte grav, Kikyo îi spune surorii ei mai mici, Kaede, să ardă Giuvaerul împreună cu corpul ei, pentru a preveni să cadă în mâinile forțelor malefice.
Se face apoi trecerea la Japonia modernă, unde o adolescentă pe nume Kagome Higurashi trăiește pe terenurile templului Shinto al familiei sale. Când merge către fântână pentru a-și aduce pisica (Buyo) în casă, un demon miriapod țâșnește din fântână și o trage înăuntru.
Kagome va ieși într-un ținut sălbatic necunoscut, fără să știe inițial că a călătorit în timp în perioada Sengoku, după 50 de ani de la moartea lui Kikyo. În afară de Fântâna Mâncătorilor de Oase, singurul lucru familiar este Goshinboku. Acolo îl va găsi pe Inuyasha sigilat într-o vrajă a somnului, iar un grup de săteni ostili o vor aduce către satul lor.
Preoteasa lor bătrână, Kaede, o recunoaște pe Kagome ca fiind reîncarnarea surorii ei Kikyo; când sunt atacați de demonul miriapod, Kaede realizează că Giuvaerul Sacru a fost de asemenea renăscut în corpul lui Kagome. Pentru ca demonul să poată fi ucis, Kagome îl eliberează pe Inuyasha, însă după ce îl ucide, Inuyasha dorește să ia Giuvaerul pentru scop personal. Kaede folosește un descântec pentru a-i plasa un rozar la gât, iar Kagome este împuternicită să-l subjuge cu un simplu cuvânt stabilit de ea, și anume "Șezi!".
Giuvaerul Sacru va atrage și mai mulți demoni, iar acesta va fi spart în numeroase fragmente ce se vor dispersa pe tot teritoriul Japoniei. Chiar și cioburile individuale au abilitatea de a conferi putere enormă, iar acestea sunt căutate foarte mult de oameni și demoni deopotrivă. Kagome și Inuyasha pornesc să adune cioburile și să reconstruiască Giuvaerul Sacru. De-a lungul drumului, se vor împrieteni cu Shippo, un mic demon-vulpe; Miroku, un călugăr desfrânat aflat sub un blestem; Sango, un ucigaș de demoni, cu un trecut tragic și companionul ei de încredere, un demon-pisică numit Kirara, care își fac apariția când Inuyasha și prietenii săi apar într-un sat vizitat de Naraku.
Grupul o să întâlnească prieteni și dușmani pe parcursul aventurii, inclusiv fratele mai mare al lui Inuyasha, Sesshomaru; Kikyo, parțial înviată de un fragment al sufletului lui Kagome; Naraku, un semidemon puternic și malefic și principalul antagonist care manipulează conflictul inițial dintre Kikyo și Inuyasha; și un demon lup numit Koga, care este cel mai dedicat rival al lui Inuyasha în dragoste și război.
În cele din urmă, Naraku va dobândi toate cioburile Giuvaerului și îl va reasambla. Deși Inuyasha îl învinge, Naraku își folosește puterea dată de Giuvaer pentru a-și dori ca sufletul lui Kagome să fie închis în el împreună cu sufletul său, pentru a-i permite lui Naraku să supraviețuiască printr-un conflict etern cu ea. Dorința lui Naraku poate fi îndeplinită doar dacă Kagome ar fi manipulată să își dorească ceva în mod egoist pentru a se salva, însă are destulă încredere în Inuyasha, care va veni să o salveze, iar Kagome își va dori ca Giuvaerul să dispară pentru totdeauna.
Kagome este trimisă înapoi în timpul ei, Inuyasha este trimis de asemenea în Japonia Feudală, iar fântâna încetează să mai fie activă. Totuși, după ce Kagome va termina liceul după 3 ani, aceasta realizează că fântâna este activă din nou, permitându-le lui Kagome și Inuyasha să se întâlnească și să se căsătorească. Seriile se încheie cu o narare din partea lui Kagome, care explică evenimentele ce au avut loc în absența ei și viitorul personajelor.

### Era Feudală
Era Feudală sau Era războaielor sociale (în japoneză Sengoku Jidai), cuprinsă între anii 1467-1615, reprezintă perioada desfășurării acțiunii în seria InuYasha.
Din punct de vedere istoric, Era Feudală japoneză este o perioadă a războaielor civile crude, ce începuseră în 1467 cu Războiul lui Onin și care se încheiase după ce Hideyoshi Toyotomi reușește să unifice Japonia înainte de moartea sa în 1598. Această epocă are drept caracteristică principală încercarea haotică a unor săteni de a se lupta cu demonii, într-o lume unde puterile răului sunt suverane. Acest lucru reflectă actele de trădare și cruzime ce au loc, într-un stat unde legea și ordinea de mult nu mai sunt prezente.

## Personajele
InuYasha (犬夜叉?)

Personajele principale, episodice și antagoniștii din seria InuYasha. Grupul lui Inuyasha(în stânga-jos, de la stânga la dreapta): Kagome Higurashi, Shippo, Sango, Miroku, Kirara; grupul lui Sesshomaru (în partea dreaptă, de la stânga la dreapta): Kohaku, Rin, Jaken, Totosai. Grupul lui Naraku (în colțul din dreapta jos, de la stânga la dreapta): Kanna, Kagura, Hakudoshi, Byakuya; personaje episodice: (în colțul din dreapta-sus, de la stânga la dreapta): Kikyo, Koga.

Inuyasha este un hanyō (半妖? semi-demon), având ca și părinți un inu-yōkai (犬妖怪? câine-demon) și o mamă muritoare, fiica unui clan samurai de mare rang . Stăpânește Tetsusaiga (鉄砕牙? lit. colț de fier), o sabie supranaturală făurită din unul din colții tatălui său decedat. Când este stăpânită în mod corespunzător, poate ucide 100 de demoni cu o singură lovitură , prin tehnica "Kaze no Kizu" (Cicatricea Vântului). Datorită sângelui său demonic, Inuyasha se poate vindeca mai rapid în urma rănilor, chiar dacă sunt fatale . În timpul fiecărei nopți cu lună nouă, Inuyasha devine un muritor cu părul negru și ochi căprui, pierzându-și puterile demonice în noaptea respectivă. A fost sigilat de Goshinboku ( ご神木 lt. Copacul Vremurilor?) de către săgeata lui Kikyo pentru cincizeci de ani, până când Kagome îl eliberează . Inuyasha poartă un rozar al subjugării care îl forțeaza să răspundă la comanda lui Kagome "Osuwari!", care în traducere înseamna „Șezi!”. Urmarea comenzii este indicată de propulsarea lui Inuyasha la pământ. Kaede a plasat rozarul asupra lui Inuyasha pentru că acesta o amenințase pe Kagome că o va ucide dacă aceasta va refuza să îi dea Shikon no Tama (四魂の玉 lt. Giuvaierul Celor Patru Suflete?).
Kagome Higurashi (日暮 かごめ Higurashi Kagome?)Kagome este o elevă de 15 ani în clasa a noua. Ea este reîncarnarea lui Kikyo, o miko (巫女? preoteasă) care murise cu cincizeci de ani în urmă, înainte ca Kagome să treacă prin Honekui no Ido ( 骨喰いの井戸, ほねくいのいど lt. Fântâna Mâncătoare de Oase?). Din cauza aceasta, Kagome are puteri spirituale puternice și poate simți cioburile Giuvaerului Sacru, un obiect despre care se spune că echilibrează forțele binelui și al răului. Poate fi o persoană foarte agreabilă, însă totodată poate deveni agresivă sau periculoasă când este provocată.
Miroku ( 弥勒 Miroku?)Călugăr budist, care călătorește alături de Inuyasha și grupul său în scopul reîntregirii Giuvaerului Sacru și pentru a-l extermina pe Naraku. De-a lungul călătoriilor sale, Miroku exorcizează și extermină demoni, având ca armă un toiag sacru și sutre, însă cea mai puternică arma a sa este Kazaana (風穴? lit. Tunelul Vântului), încastrat în palma dreaptă. Acesta reprezintă un blestem ereditar, transmis prima oară bunicului său de către Naraku. Cu toate că Tunelul Vântului este foarte puternic, datorită puterii mari de absorbție, acesta crește o dată cu trecerea timpului și utilizarea continuă, până cele din urmă, Miroku ar fi consumat de acesta, la fel ca și bunicul său Miyatsu și tatăl său. Cu toate acestea, Miroku reușește să-și sigileze Tunelui Vântului cu ajutorul unui rozar înfășurat în jurul brațului său, iar blestemul poate fi înlăturat doar dacă Naraku este ucis.
Sango ( 珊瑚 Sango?)Taijiya ( 退治屋   lit. Exterminatoare de demoni?), care se folosește de un bumerang masiv Hiraikotsu ( 飛来骨 lit. Os bumerang?), construit din oase de demoni, de o sabie și diverse otrăvuri în misiunile sale. Este acompaniată de către o felină demonică, numită Kirara. Sango și sătenii ei erau într-o misiune de exterminare a unui demon care atacase castelul unui lord, în timp ce lordul însuși era posedat de către un alt demon. Ulterior, demonul îl va poseda pe Kohaku, fratele mai mic al lui Sango, făcându-l să-și ucidă tatăl și camarazii; realizând că acesta e posedat, Sango va încerca să îl atace pe lord, însă ea și Kohaku vor fi săgetați de către gardienii lordului, vor fi considerați morți și îngropați la ordinele fiului lordului, Kagewaki Hitomi. Sango va fi păcălită de către Naraku să îl atace pe Inuyasha, acuzându-l pentru distrugerea satului ei. Atunci când planul său eșuează, iar Sango se va alătura lui Inuyasha, Naraku îl va reînvia pe Kohaku, controlându-l pe acesta pentru ca emoțiile lui Sango să poată fi manipulate. În timp ce Sango dorește să se răzbune pe Naraku, principalul ei țel este să-și salveze fratele din influența nefastă a lui Naraku.
Kirara ( 云母 Kirara?)Este o nekomata ( 猫又 lit. pisică demon cu două cozi?) de talie mică, dar care se poate transforma într-un demon mult mai mare și care o însoțește pe Sango; companion loial al acesteia, este cea care îi ajută pe Sango și prietenii săi în momentul când călătoresc (transportându-i în zbor pe spatele ei) sau ajutându-i în lupta contra demonilor. Este prezentată ca fiind și un companion din trecut al lui Midoriko, preoteasa care a creat Giuvaierul Sacru.
Shippo ( 七宝 Shippo?)Un demon-vulpe orfan, care va încerca să fure bucățile de giuvaier ale lui Inuyasha și Kagome, dorind să devină mult mai puternic pentru a răzbuna moartea tatălui său. Deși planul lui eșuează, cei doi îl vor ajuta și acesta va deveni companionul lor. Shippo are aspectul unui băiețel cu unele trăsături evidente de vulpe, precum picioarele, urechile și coada; se poate metamorfoza, însă unele forme ale sale sunt temporare, instabile și ușor ineficiente, datorită cozii. De asemenea, poate crea clone, precum și să execute vrăji demonice slabe, trucuri bazate pe diverse jucării, precum titirezul său gigant.
Sesshomaru ( 杀生丸 Sesshomaru?)Fratele mai mare al lui Inuyasha, un demon-pur extrem de puternic, invulnerabil în luptă și capabil să zboare. Este fiul lui Inu no Taisho ( 犬の大将 lit. Marele General Demon Câine?) și succesorul acestuia. Va încerca să fure sabia Tetsusaiga de la Inuyasha, pe care îl detestă datorită legăturii sale cu oamenii; va primi o sabie numita Tokijin ( 闘鬼神 lit. Zeu luptător cu demonii?), construită din colții lui Goshinki, o încarnare a lui Naraku ce mușcase și distruse sabia Tetsusaiga, în speranța că va egala puterea acestei săbii. Deși urăște oamenii, se va atașa de o copilă numită Rin, iar această compasiune crescândă pentru ea și pentru Kagura îl va determina pe fierarul Totosai să-i îmbunătășească sabia Tenseiga ( 天生牙 lit. Colț al renașterii paradisiace?), pentru a putea stăpâni atacul Meidō Zangetsuha ( 冥道残月破 lit. Calea întunecată a ivirii valului Lunii?). Acest atac deschide o cale către lumea de dincolo, trimițând oponenții direct în Iad. Deoarece Naraku a încercat să-l folosească pentru a-l ucide pe Inuyasha, Sesshomaru e determinat să-l extermine pe antagonist.
Kikyo ( 桔梗 Kikyo?)O miko (巫女? preoteasă) căreia i-a fost încredințat Shikon no Tama (四魂の玉 lt. Giuvaierul Celor Patru Suflete?) de către exterminatorii de demoni, pentru a-l menține pur și pentru a-l apăra de influențele nefaste. Se îndrăgostește de Inuyasha și îi propune să utilizeze Giuvaerul pentru a deveni muritor în locul unui demon deplin, permițându-i astfel să trăiască ca o femeie obișnuită și încetând existența Giuvaerului. Cu toate acestea, Naraku se va deghiza în Inuyasha pentru a-i ataca satul, rănind-o mortal; păcălită de Naraku, Kikyo îl va țintui pe Inuyasha de Goshinboku ( ご神木 lt. Copacul Vremurilor?), adormindu-l pentru 50 de ani. Înainte ca ea sa moară, îi poruncește surorii ei, Kaede, să ardă Giuvaerul împreună cu corpul ei pentru ca acesta să nu mai ajungă în mâinile demonilor. Bijuteria dispare, însă va reapărea în momentul în care reîncarnarea lui Kikyo, Kagome Higurashi, va reveni în Era Feudală. Va fi reanimată de către vrăjitoarea Urasue, folosindu-i oasele și pământ din mormântul ei, alături de sufletul lui Kagome.
Naraku ( 奈落 Naraku?)Principalul antagonist al seriilor, cauzând cea mai mare parte a nefericirii în cadrul personajelor. A fost născut în urmă cu 50 de ani în urma unui pact realizat între banditul Onigumo și o ceată de demoni; Onigumo le-a permis să-i consume trupul paralitic în schimbul mobilității acestora, pentru a putea obține dragostea lui Kikyo. Cu toate acestea, fiind un semidemon, Naraku acționează împotriva dorințelor umane proprii, conducând la moartea lui Kikyo, în speranța că procesul va corupe Giuvaerul Sacru. Spre deosebire de alți semidemoni, Naraku poate alege momentul când își pierde puterile demonice, devenind un cap atașat la o multitudine de demoni, perioada în care renunță la demonii slabi atașați. De-a lungul seriilor, Naraku va crea numeroase ființe subordonate lui, care îl vor ajuta să-și ucidă oponenții și să reunească fragmentele de Giuvaer, a cărui formă coruptă l-ar ajuta să dobândească putere.

## Media

### Coloana sonoră
Mai multe coloane sonore și cântece ale unor personaje au fost lansate pentru seriile InuYasha de către Avex Mode. Trei single-uri pentru personaje au fost lansate pe 3 august 2005, "Aoki Yasei o Daite" (蒼き野生を抱いて lt. Îmbrățisând sălbăticia nedomesticită?) de către Inuyasha împreună cu Kagome, "Kaze no Naka e" (風のなかへ lt. Înăuntrul vântului?) de către Miroku, împreună cu Sango și Shippo, și "Gō" (業 lt. Soarta?) de Sesshomaru, împreună cu Jaken și Rin. Single-urile au ocupat pozițiile 63, 76 și respectiv 79 în topul Oricon.
Alte trei cântece au fost lansate pe 25 ianuarie 2006, "Rakujitsu" (落日 lt. Apus de soare?) de Naraku, "Tatta Hitotsu no Yakusoku" (たったひとつの約束 lt. O singură promisiune?) de Kagome Higurashi și "Abarero!!" (暴れろ!! lt. Ieșire violentă!!?) de Bankotsu și Jakotsu. Single-urile au ocupat pozitia 130, 131 și 112 în clasamentul Oricon.
Pe 24 martie 2010, Avex a lansat InuYasha Best Song History (犬夜叉 ベストソング ヒストリー Inuyasha Besutosongu Hisutorī?), un best album ce conține toate temele muzicale de început și final utilizate în serii. Albumul a atins poziția cu numărul 20 pe clasamentul Oricon pentru albume și a fost în top pentru șapte săptămâni.
| Titlu                                                                            | Titlu în limba română                  | Episoade                      | Executant          | Opening/Ending |
| -------------------------------------------------------------------------------- | -------------------------------------- | ----------------------------- | ------------------ | -------------- |
| "Change the world"                                                               | „A schimba lumea”                      | Episoadele 1 - 34             | V6                 | Opening        |
| "I am"                                                                           | „Eu sunt”                              | Episoadele 35 - 64            | Hitomi Furuya      | Opening        |
| "Owarinai yume" (終わりない夢? Neverending Dream) "Motorod"                      | „Vis nesfârșit”                        | Episoadele 65 - 95            | Nanase Aikawa      | Opening        |
| "Grip!"                                                                          | „Grip!”                                | Episoadele 96 - 127           | Every Little Thing | Opening        |
| "One day, one dream"                                                             | „O zi, un vis”                         | Episoadele 128 - 153          | Tackey & Tsubasa   | Opening        |
| "Angelus" (アンジェラス)                                                         | „Angelus”                              | Episoadele 154 - 167          | Hitomi Shimatani   | Opening        |
| "My will"                                                                        | „Voința mea”                           | Episoadele 1 - 20, 166 și 167 | Dream              | Ending         |
| "Fukai mori" (深い森)                                                            | „Pădure adâncă”                        | Episoadele 21 - 42            | Do As Infinity     | Ending         |
| "Dearest" (大切なあの人)                                                         | „Cel mai drag”                         | Episoadele 43 - 60            | Ayumi Hamasaki     | Ending         |
| "Every heart - Minna no kimochi" (Every Heart - ミンナノキモチ Minna no Kimochi) | „Fiecare inimă - Sentimentele tuturor” | Episoadele 61 - 85            | BoA                | Ending         |
| "Shinjitsu no uta" (真実の詩? Song of truth)                                     | „Cântarea adevărului”                  | Episoadele 86 - 108           | Do As Infinity     | Ending         |
| "Itazurana kiss" (イタズラな)                                                    | „Un sărut neastâmpărat”                | Episoadele 109 - 127          | Day after tomorrow | Ending         |
| "Come"                                                                           | „Vino”                                 | Episoadele 128 - 146          | Namie Amuro        | Ending         |
| "Change the world"                                                               | „A schimba lumea”                      | Episoadul 148                 | V6                 | Ending         |
| "Brand-new world"                                                                | „Lume nou-nouță”                       | Episoadele 149 - 165          | V6                 | Ending         |

- InuYasha: The Final Act

| Titlu                                  | Titlu în limba română         | Episoade           | Executant        | Opening/Ending |
| -------------------------------------- | ----------------------------- | ------------------ | ---------------- | -------------- |
| "Kimi ga inai mirai" (君がいない未来)  | „Un viitor fără tine”         | Episoadele 1 - 26  | Do As Infinity28 | Opening        |
| "With you"                             | „Cu tine”                     | Episoadele 1 - 9   | AAA.2            | Ending         |
| "Diamond"                              | „Diamant”                     | Episoadele 10 - 17 | alan.2           | Ending         |
| "Tooi michi no saki de" (遠い道の先で) | „De aceeași parte a drumului” | Episoadele 18 - 26 | Takekawa Ai      | Ending         |

- Filme

| Titlu                  | Titlu în limba română | Film | Executant          | Opening/Ending |
| ---------------------- | --------------------- | ---- | ------------------ | -------------- |
| "No More Words"        | „Fără alte cuvinte”   | 1    | Ayumi Hamasaki     | Ending         |
| "Yura Yura" (ゆらゆら) | „Într-una”            | 2    | Every Little Thing | Ending         |
| "Four Seasons"         | „Patru anotimpuri”    | 3    | Namie Amuro        | Ending         |
| "Rakuen" (楽園)        | „Paradis”             | 4    | Takekawa Ai        | Ending         |

### Jocuri
Seria InuYasha a fost adaptată în multe jocuri video, iar un joc de mobil a fost lansat pentru telefoanele ce folosesc Java și Brew la data de 21 iunie 2005,.
Un joc de masă tip Trading Card Games, produs de Score Entertainment, a fost lansat pe 20 octombrie 2004 în Statele Unite ale Americii.
| Titlu | Consolă          | Data lansării                      |
| --- | ---------------- | ---------------------------------- |
| InuYasha (InuYasha RPG) InuYasha(犬夜叉) | PlayStation      | 27 decembrie 2001 (Japonia)        |
| InuYasha: A Feudal Fairy Tale InuYasha: Basm feudal InuYasha: Sengoku Otogi Kassen (戦国お伽草子–犬夜叉) | PlayStation      | 9 aprilie 2003 (America de Nord)   |
| InuYasha: The Secret of the Cursed Mask InuYasha: Secretul Măștii Blestemate InuYasha: Juso no Kamen (犬夜叉 呪詛の仮面)                                                                                         | PlayStation 2    | 1 noiembrie 2004 (America de Nord) |
| InuYasha: Feudal Combat InuYasha: Luptă Feudală InuYasha: Ōgi-Ranbu (犬夜叉 奥義乱舞) | PlayStation 2    | 23 august 2005 (America de Nord)   |
| InuYasha: Secret of the Divine Jewel InuYasha: Secretul Giuvaierului Divin | Nintendo DS      | 23 ianuarie 2007 (America de Nord) |
| InuYasha: Kagome no Sengoku Nikki InuYasha: Jurnalul lui Kagome din Era Feudală InuYasha: Kagome's Warring States Diary (犬夜叉 〜かごめの戦国日記)                                                              | WonderSwan       | 2 noiembrie 2001 (Japonia)         |
| InuYasha: Fūun Emaki 犬夜叉 風雲絵巻 | WonderSwan       | 27 iulie 2002 (Japonia)            |
| InuYasha: Kagome no Yume Nikki InuYasha: Jurnalul de vise al lui Kagome InuYasha: Kagome's Dream Diary(犬夜叉 かごめの夢日記)                                                                                    | WonderSwan       | 16 noiembrie 2002 (Japonia)        |
| InuYasha: Naraku no Wana! Mayoi no Mori no Shōtaijō InuYasha: Capcana lui Naraku! Invitație în Pădurea Iluziei InuYasha: Naraku's Trap! Invitation to the Forest of Illusion (犬夜叉〜奈落の罠!迷いの森の招待状) | Game Boy Advance | 23 ianuarie 2002 (Japonia)         |

### Cărți
Un roman intitulat Shosetsu Inuyasha (小说犬夜叉; Romanizare InuYasha) scris de Tomoko Komparu și ilustrat de Rumiko Takahashi, a fost publicat de către Shogakukan in 10 decembrie 2003. În această lucrare se prezintă pentru prima dată istoria familiei Higurashi, în special cea a tatălui lui Kagome (care nu este prezentat decât succint în anime și în manga). 
| Număr capitol | Titlu în japoneză   | Titlul în limba română           |
| ------------- | ------------------- | -------------------------------- |
| 01            | Fuinsareta Shounen  | Băiatul sigilat                  |
| 02            | Yomigaeru Inuyasha  | Trezirea lui Inuyasha            |
| 03            | Tama wo Nerau Mono  | Căutătorii Giuvaerului           |
| 04            | Shibu-garasu        | Corbii cadavrelor reanimate      |
| 05            | Kagome no Ya        | Săgeata lui Kagome               |
| 06            | Sakasa-gami no Yura | Yura, mânuitoarea firelor de păr |
| 07            | Hone-kui no Eido    | Fântâna Mâncătoare de Oase       |
| 08            | Kikan               | Reîntoarcerea acasă              |
| 09            | Yura no Su          | Cuibul Yurei                     |
| 10            | Kyuuchi             | Dilema                           |
| 11            | Tama Uysushi        | Schimb de suflete                |

InuYasha: Zusetsutaizan Ōgikaiden (犬夜叉図説大全奥義皆伝, "InuYasha: A Complete Diagram Upanishads Biographies"), cunoscută și ca InuYasha Profiles de Viz Media, este o carte publicată în Shonen Sunday, la data de 15 aprilie 2003. Cartea prezintă numeroase profile ale personajelor din seria InuYasha, precum și teoria Giuvaerului Sacru.

### Serie live-action
Seria TV în versiunea chineză, Perla Sacră este bazată pe seria manga, având ca distribuție principală pe Gillian Chung și Purba Rgyal. În această serie, Mo Yin (ipostaza umană a zeiței Tengshe) era geloasă din cauza popularității surorii sale Xian Yue și deoarece aceasta era iubită de către rege. Mo Yin va complota cu demonul Shi You Ming să o ucidă pe sora sa, iar acest complot conduce la un dezechilibru între lumea Zeilor/Oamenilor/Demonilor, forțele demonice fiind avantajate.
În prezent, reîncarnarea lui Xian Yue, Ding Yao, este o studentă obișnuită ce excelează la istorie; în timp ce-și ajută tatăl (care este arheolog), va găsi Roata cu 9 stele, o declanșează accidental și acest lucru o va trimite înapoi cu 3500 de ani în trecut, în Nan Yue. Regele ținutului Nan Yue va dori să se căsătorească cu ea, datorită asemănării ei cu Xian Yue; Ding Yao părăsește palatul, însă va fi atacată de demoni care urmăresc Vaza Biruitoare de Demoni. Se va ascunde într-un mormânt unde semidemonul Wen Tian este captiv, îl va elibera și acesta o va salva pe Ding Yao. Vaza Biruitoare de Demoni va apărea în mod misterios din interiorul unei figurine de lut cărată de Ding Yao. Din păcate, Ding Yao va sparge în mod accidental vaza, iar alături de Wen Tian va încerca să refacă vaza utilizând perlele sacre pe care zeița Nüwa le-a păstrat după crearea lumii oamenilor.
O scenetă japoneză în format live-action, intitulată Inuyasha a fost prezentată la Teatrul Akasaka ACT în Tokyo, în momentul când seria anime era produsă. Scenariul piesei urmărea firul epic al seriei originale manga Inuyasha, cu mici modificări menite să economisească timp.

## Impact
În 2001, seria manga a câștigat Premiul Shogakukan Manga pentru cel mai bun titlu shōnen al anului, acordat la a 47-a ediție a acestor decernări.
InuYasha a fost clasat pe locul 20 de către TV Asahi în clasamentul celor mai bune 100 de anime în 2006 (pe baza unui sondaj de opinie în Japonia.)
În iunie 2008, seria manga InuYasha a fost vândută în mai mult de 43 de milioane de numere doar în Japonia; volumele individuale ale seriei InuYasha erau populare în Japonia, ocupând locuri fruntașe în clasamentele vânzărilor. În America de Nord, volumele manga au apărut ocazional în clasamentele vânzărilor din New York Times și Diamond Distributions. Mai mult decât atât, în 2005 InuYasha a fost una dintre cele mai căutate serii, conform Lycos.
La ceremoniile de premiere "Anime Awards", organizate de ICv2 in 2004 si 2005, InuYasha a fost câștigătorul categoriei "Property of the Year". În sondajele Anime Grand Prix realizate de Animage, InuYasha a apărut de câteva ori la categoria "Best Anime", ocupând poziția a treia în 2003.
Cele patru filme lansate au strâns peste 20 de milioane $ în box-office-urile japoneze. La evenimentul American Anime Awards din anul 2007, InuYasha a fost nominalizat la categoriile "Best Cast", "Best Anime Feature" și "Best Long Series". DVD-uri în engleză ale seriei au fost vândute în peste 1 milion de exemplare încă din martie 2003, primul DVD al filmului fiind în fruntea clasamentului VideoScan pentru trei săptămâni. În noiembrie 2004, Viz anunțase că au vândut peste un milion de DVD-uri InuYasha. Mania Entertainment listase producția InuYasha pe locul al șaptelea într-un articol ce nominaliza seriile anime care aveau nevoie de o reîmprospătare, datorită repetiției evenimentelor din acestea.